# Sylvio de Podestá
Sylvio Emrich de Podestá (Belo Horizonte, 1952) é um Engenheiro Arquiteto brasileiro. Formou-se pela pela Escola de Arquitetura da Universidade Federal de Minas Gerais (1982). É sócio diretor da editora AP Cultural, que edita livros e revistas de arquitetura, design e meio ambiente. Ex-professor de desenho da Faculdade de Arquitetura da PUC Minas e de projeto da EA-UFMG.

## Projetos
1. Palácio Arquiepiscopal de Mariana
Mariana, Minas Gerais.
(em equipe com Éolo Maia e Jô Vasconcellos)
2. Casa Funarte Liberdade ("Rainha da Sucata")
Belo Horizonte, Minas Gerais,
(em equipe com Éolo Maia) – 1984/1992;
3. Centro Cultural da Romaria
Congonhas Do Campo, Minas Gerais – 1993/1995;
4. Microcity Computadores e Sistemas
Belo Horizonte, Minas Gerais – 1994/1997;
5. Canal 23
Belo Horizonte, Minas Gerais,
(em equipe com Maurício Meirelles) – 1996;
6. Edifício Direcional
Belo Horizonte, Minas Gerais, (em equipe com Júlio Teixeira) – 1998;
7. Residência Luiz Carlos e Denise
Nova Lima, Minas Gerais – 1998;
8. Itaú Power Center e Itaú Power Shopping
Belo Horizonte, Minas Gerais, (em equipe com Júlio Teixeira) – 1998;
Contagem, Minas Gerais – 1998;
7. Shopping Show Automall
Belo Horizonte, Minas Gerais, (em equipe com Júlio Teixeira) – 1998;
Belo Horizonte, Minas Gerais – 2002;
8. Instituto Doctum, Campus Ecotecnológico Lagoa do Piau
Belo Horizonte, Minas Gerais, (em equipe com Júlio Teixeira) – 1998;
Ipatinga, Minas Gerais – 2003/2008;
9. Instituto Doctum, Campus Universitário Pampulhinha
Belo Horizonte, Minas Gerais, (em equipe com Júlio Teixeira) – 1998;
Teófilo Otoni, Minas Gerais – 2003/2008;
10. Memorial Chico Xavier
Belo Horizonte, Minas Gerais, (em equipe com Júlio Teixeira) – 1998;
Pedro Leopoldo, Minas Gerais – 2006.
11. Rona Editora
Belo Horizonte, Minas Gerais, (em equipe com Júlio Teixeira) – 1998;
Belo Horizonte, Minas Gerais – 2006
12. Cidade Do Avião
Belo Horizonte, Minas Gerais, (em equipe com Júlio Teixeira) – 1998;
Rio De Janeiro, Rj. – 2007
13. Perfil Publicidade, Sede
Belo Horizonte, Minas Gerais – 2007/2008